# Джейланьяр Ханым-эфенди
Джейланья́р Ханы́м-эфе́нди (тур. Ceylanyar Hanım Efendi), также Джейланкя́р Ханы́м-эфе́нди (тур. Ceylankar Hanım Efendi) и Джейлангя́р Ханы́м-эфе́нди (тур. Ceylangar Hanım Efendi; 1830, Сочи — 1855/1856, Стамбул) — супруга (вторая икбал) османского султана Абдул-Меджида I, мать шехзаде Мехмеда Рюшди-эфенди. Скончалась от туберкулёза.

## Биография
Как пишет турецкий мемуарист Харун Ачба, Джейланьяр происходила из убыхского княжеского рода Берзег: её отцом был Мустафа Берзег, матерью — Дарухан Дударукова. Джейланьяр родилась на территории Сочи в 1830 году и при рождении получила имя Нафие. Ачба пишет, что помимо неё в семье было несколько сыновей и двое дочерей — Алмасшах-ханым и Пюртунак-ханым.
По слухам, Джейланьяр попала во дворец в возрасте 10 лет. Харун Ачба так описывает её знакомство с султаном: в старом дворце, располагавшемся на месте современного дворца Чыраган, девушкам разрешалось исполнять свои собственные кавказские танцы, и во время одного из них Абдул-Меджид I увидел Джейланьяр — очень высокую с длинными золотисто-светлыми волосами, изящно спускавшимися до талии, и голубыми глазами; султан сразу же влюбился в неё. По приказу султана Джейланьяр прошла гаремное обучение, и в 1847 году Абдул-Меджид заключил с ней брак. В день свадьбы Абдул-Меджид I даровал Джейланьяр её имя со словами «У тебя взгляд газели, газелью и будешь» (от тур. ceylan — «газель»). На торжество прибыли родственники Джейланьяр; по случаю этого брака братьям невесты были дарованные земельные владения в Бандырме, а сёстры приглашены на празднования в гареме. После свадьбы Джейланьяр получила титул второй икбал султана.
В 1852 году, 31 марта, в Чырагане родился единственный ребёнок Джейланьяр — шехзаде Мехмед Рюшди-эфенди. По данным османского историка Мехмеда Сюреи-бея, мальчик прожил всего два месяца и скончался 7 июня того же года, однако Чагатай Улучай и турецкий историк Недждет Сакаоглу пишут, что шехзаде умер, когда ему было 9 месяцев. Сама Джейланьяр болела туберкулёзом, от которого умерла, по разным данным, 17 января 1855 года или в феврале 1856 года. По мнению Ачбы и Сюреи, Джейланьяр была похоронена в мавзолее Мюнире-султан в Фатихе, тогда как Улучай и Сакаоглу пишут, что она была похоронена в мавзолее Накшидиль-султан в мечети Фатих.

## Комментарии
1. ↑  Встречаются также варианты Рюшдю[5] и Рюштю[2].